# Peter Sindermann
Peter Sindermann (* 6. Juni 1939 auf Capri; † 17. Oktober 1971 bei Halle (Saale)) war ein Schauspieler in der DDR.

## Biografie
Peter Sindermann war ein Stiefsohn des Spitzenpolitikers der DDR, Horst Sindermann. Er studierte von 1958 bis 1961 Schauspiel an der Hochschule für Film und Fernsehen Potsdam-Babelsberg. Es folgte von 1963 bis 1971 ein Engagement am Theater in Halle (Saale). Dort übernahm er auch Rollen in Inszenierungen des Fernsehtheaters Moritzburg. Mehrfach spielte er in Kino- und Fernsehrollen, darunter auch in Hauptrollen, beispielsweise als Titelheld in der Fernsehserie Hannes Scharf (DDR 1966). Sindermann war mit der Schauspielerin Micaëla Kreißler verheiratet. In dieser Ehe wurde ein Sohn geboren, der spätere Schauspieler Andreas Sindermann (* 1962).
Peter Sindermann war seit Januar 1971 im Besitz einer Lizenz als Fluglehrer für Kleinflugzeuge vom Typ Jak-18 und ab September 1971 auch für die Z-226, ein Kunstflug- und Übungsflugzeug aus tschechischer Produktion. Am 17. Oktober 1971 bestieg Sindermann, gemeinsam mit einem 18-jährigen Flugschüler, das Cockpit einer Maschine dieses Typs und startete auf dem GST-Flugplatz in Halle-Oppin. Kurz danach kam das Kleinflugzeug über Halle-Neustadt ins Trudeln und stürzte auf einen kurz vor der Stadtgrenze zu Halle (Saale) gelegenen Acker. Beide Insassen kamen dabei ums Leben. Die Ursache für den Flugzeugabsturz blieb ungeklärt, es gibt unterschiedliche Thesen, Spekulationen und Gerüchte. Danach können sowohl Fehler beim Fluglehrer oder beim Flugschüler als auch konstruktive Gründe zu diesem Unglück geführt haben. Als mögliche Folge dieses Absturzes wurden bei später gebauten Maschinen vom Typ Z-226 ein zusätzlicher Kiel vor dem Seitenleitwerk, sowie links und rechts der Motorhaube zwei zusätzliche Strömungsleisten, angebracht.

## Filmografie
- 1959: Bevor der Blitz einschlägt
- 1961: Das Rabauken-Kabarett
- 1963: Julia lebt
- 1963: Wenn die Rosen tanzen
- 1963: Morgen vielleicht
- 1964: Der Neue, Teil 2 (Fernsehfilm)
- 1964: Issy, (Fernsehfilm)
- 1966: Hannes Scharf (Fernsehserie)
- 1966: Der Raub der Sabinerinnen (Komödie) (Fernsehtheater Moritzburg)
- 1967: Geschichten jener Nacht (Episode 1)
- 1967: Harras, der Polizeihund (Serie, 3 Folgen)
- 1968: Disput um Mitternacht (Fernsehtheater Moritzburg)
- 1968: Nadel und Bajonett (Fernsehtheater Moritzburg)
- 1968: Signal auf Rot (Fernsehtheater Moritzburg)
- 1969: Skandal auf Schloss Eisenstuck (Fernsehtheater Moritzburg)
- 1969: Hans Beimler, Kamerad (Fernsehfilm)
- 1970: Aus unserer Zeit (Episode 2)
- 1971: KLK an PTX – Die Rote Kapelle
- 1971: Der Sonne Glut (Fernsehfilm)